# Greg Gardiner
Greg Gardiner är en amerikansk filmfotograf, som bland annat vunnit pris vid Sundance Film Festival.

## Filmografi
- 2010 – Marmaduke
- 2009 – Race to Witch Mountain
- 2008 – Welcome Home, Roscoe Jenkins
- 2007 – The Game Plan
- 2006 – She's the Man
- 2005 – Herbie: Fulltankad
- 2005 – Maskens återkomst
- 2004 – En galen dag i New York
- 2003 – Elf
- 2003 – Biker Boyz
- 2002 – Men in Black II